# Rhexia flava
Rhexia flava är en insektsart som beskrevs av Richter. Rhexia flava ingår i släktet Rhexia och familjen hornstritar. Inga underarter finns listade i Catalogue of Life.